# Tamiops swinhoei
Tamiops swinhoei е вид бозайник от семейство Катерицови (Sciuridae).

## Разпространение
Видът е разпространен във Виетнам, Китай (Гансу, Нинся, Пекин, Съчуан, Тибет, Хубей, Хунан, Хъбей, Хънан, Шанси, Шънси и Юннан) и Мианмар.